# Kalākaua

Oficjalny portret króla Kalākauy autorstwa Williama Cogswella wystawiony obecnie w Niebieskiej Komnacie Pałacu ʻIolani w Honolulu.

Dawid Laʻamea Kamanakapuʻu Mahinulani Nalaiaehuokalani Lumialani Kalākaua (ur. 16 listopada 1836 w Honolulu, zm. 20 stycznia 1891 w San Francisco) – król Hawajów w latach 1874–1891.

## Życiorys
Kalakaua został koronowany na króla 12 lutego 1874 roku. Ożenił się z Kapiʻolani. Dawid Kalākaua i Kapiʻolani adoptowali trójkę dzieci, którym nadali tytuł książąt: Dawid Kawānanakoa (1868–1908), Edward Abnel Keliʻiahonui (1869–1887), Jonah Kūhiō Kalanianaʻole (1871–1922).
W roku 1887 król Kalākaua został zmuszony do podpisania nowej konstytucji, ułożonej przez członków niedawno utworzonej Ligi Hawajskiej. Ligą Hawajską zarządzał Lorrin Thurston, wnuk jednego z pierwszych misjonarzy przybyłych na Hawaje niemal sześćdziesiąt lat wcześniej. Członkowie Ligi początkowo zamierzali dokonać zamachu na króla Kalākauę, ale ostatecznie zagrozili mu tylko śmiercią i zmusili do podpisania nowej konstytucji. Od tego dnia zawsze znana była pod nazwą Konstytucji Bagnetowej. Przewidywała utworzenie nowego gabinetu politycznego, złożonego wyłącznie z członków Ligi Hawajskiej i nie pozostawiała królowi Kalākaule żadnej realnej władzy. Udzieliła prawa głosu obcokrajowcom z Ameryki i Europy, a odbierała je Hawajczykom, chyba że posiadali dużą własność ziemską. Prawie nikt z rodowitych Hawajczyków nie zaliczał się jednak do tej grupy. Dwa lata później, w roku 1891, zatroskany król Kalākaua zmarł niespodziewanie. Tron odziedziczyła jego siostra, Lidia Liliʻuokalani.

## Odznaczenia
- Wielki Mistrz Orderu Gwiazdy Oceanii (1886, Hawaje)
- Wielki Mistrz Orderu Kamehamehy I (1874, Hawaje)[1][2]
- Kawaler Orderu Kamehamehy I (1867, Hawaje)[2]
- Wielki Mistrz Orderu Kalākauy (1875, Hawaje)[1][2]
- Wielki Mistrz Orderu Kapiʻolani (Hawaje)[1]
- Wielki Mistrz Orderu Korony (Hawaje)[1]
- Order św. Michała i św. Jerzego I kl. (W. Brytania)[1][3]
- Order św. Grzegorza Wielkiego I kl. (S. Apostolska)[3]
- Order Świętego Aleksandra Newskiego (Rosja)[4]
- Order śś. Maurycego i Łazarza I kl. (Włochy)[1][2]
- Order Lwa Niderlandzkiego I kl. (Holandia)[1]
- Order Franciszka Józefa I i II kl. (Austria)[1][2]
- Order Izabeli Katolickiej I kl. (Hiszpania)[5]
- Order Gwiazdy Polarnej I kl. (Szwecja)[5]
- Order Orła Czerwonego I kl. (Prusy)[1]
- Order Legii Honorowej I kl. (Francja)[5]
- Order Oswobodziciela I kl. (Wenezuela)[1]
- Order Chryzantemy (Japonia)[1]
- Order Vila Viçosa I kl. (Portugalia)[1]
- Order Danebroga I kl. (Dania)[1]
- Order św. Karola I kl. (Monako)[5]
- Order Karola III I kl. (Hiszpania)[1]
- Order Leopolda I kl. (Belgia)[1][3]
- Order Osmana I kl. (Turcja)[3]
- Order Wazów I kl. (Szwecja)[1][3]
- Order Korony I kl. (Syjam)[1][3]
- Order Sławy I kl. (Tunezja)[3]